# Банкер Хил (Индијана)
Банкер Хил (енгл. Bunker Hill) град је у америчкој савезној држави Индијана.

## Демографија
По попису из 2010. године број становника је 888, што је 99 (-10,0%) становника мање него 2000. године.
| Група             | 2000.       | 2010.       |
| Белци             | 929 (94,1%) | 820 (92,3%) |
| Афроамериканци    | 13 (1,3%)   | 14 (1,6%)   |
| Азијати           | 6 (0,6%)    | 7 (0,8%)    |
| Хиспаноамериканци | 11 (1,1%)   | 18 (2,0%)   |
| Укупно            | 987         | 888         |